# Przyborze (województwo zachodniopomorskie)
Przyborze (niem. Piepenhagen) – wieś w Polsce położona w województwie zachodniopomorskim, w powiecie łobeskim, w gminie Łobez, ok. 7 km na północ od Łobza. Typ wsi to ulicówka. Według danych z 29 września 2014 r. wieś miała mieszkańców 39 mieszkających w 11 domach.

## Opis wsi
Przyborze umiejscowione jest na wzgórzu o stromych zboczach (deniwelacja wynosi nawet 50 m). Wjazd do wsi stanowi aleja z obu stron porośnięta drzewami – brzozami, klonami oraz wierzbami. Odchodzi ona od drogi wojewódzkiej nr 148, którą można dojechać do peryferyjnych ulic Łobza (ul. Nowe Osiedle). Na skraju wsi znajdują się pozostałości cmentarza ewangelickiego założonego w XIX w. Zachowały się żeliwne krzyże, najstarszy z 1862 r. Najstarszy grób pochodzi zaś z 1858 r. i należy do właściciela ziemskiego – Carla Gottliba Hella. Cmentarz znany jest też ze stanowiska bluszczu pospolitego. Roślina aż do korony oplata drzewa pnączami o grubości ramienia dorosłego człowieka. W okolicach Przyborza występują także klify nad Regą, dochodzące nawet do 50 m. Na południu od zabudowań mieszkalnych spoczywa głaz narzutowy o średnicy 9,1 m, przytransportowany tu ze Skandynawii przed kilkunastoma tys. lat.
Dokumenty po raz pierwszy wspominają o Przyborzu w XVI wieku.
Od średniowiecza aż do XIX wieku wieś była lennem rycerskim szlacheckiego rodu Borków. W 1945 przeszła w posiadanie rodziny Rohrschneider. W latach 1975–1998 miejscowość położona była w województwie szczecińskim.

## Zabytki
- park dworski, pozostałość po dworze[6]

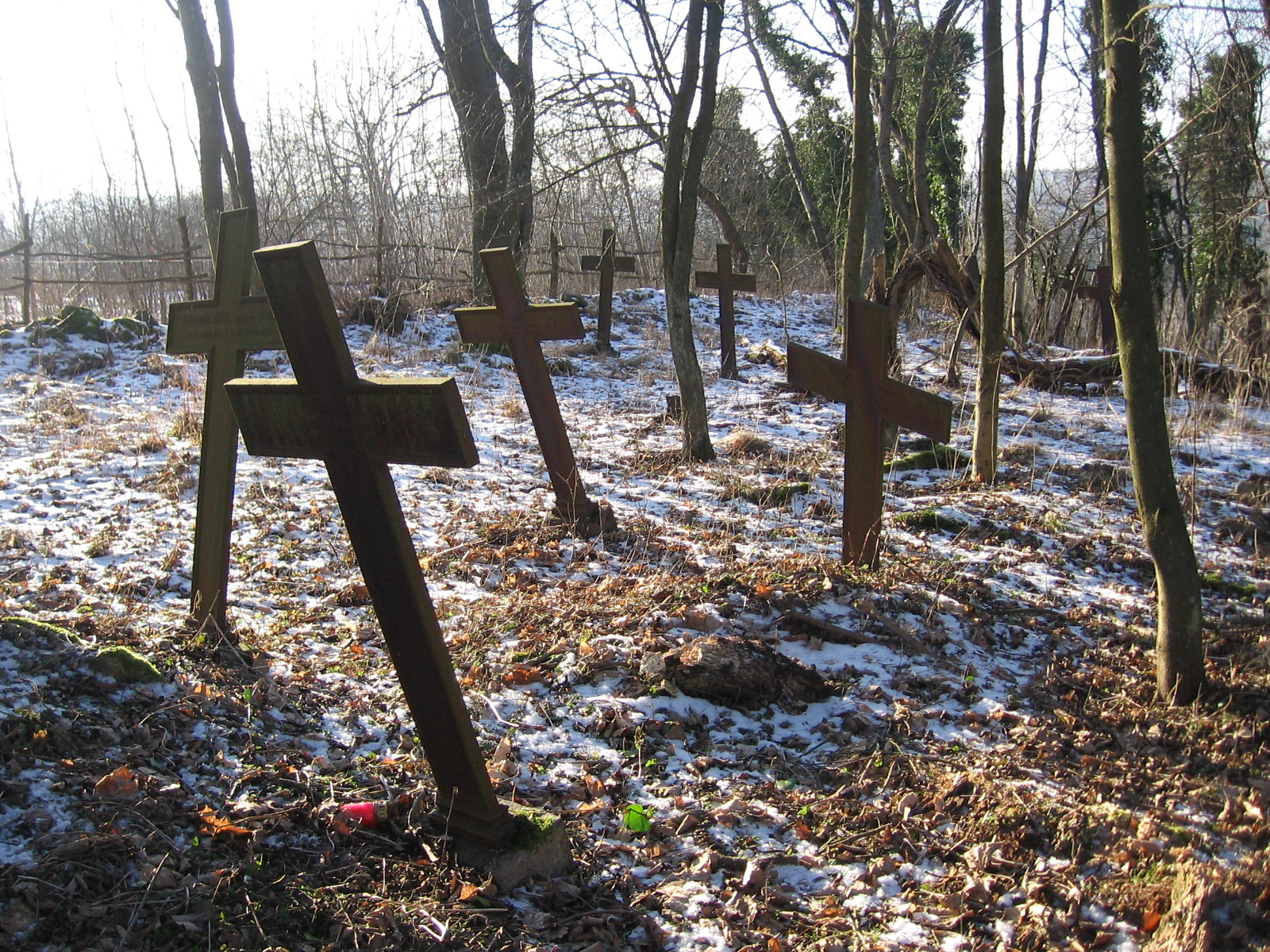
Zabytkowe krzyże na przyborskim cmentarzu
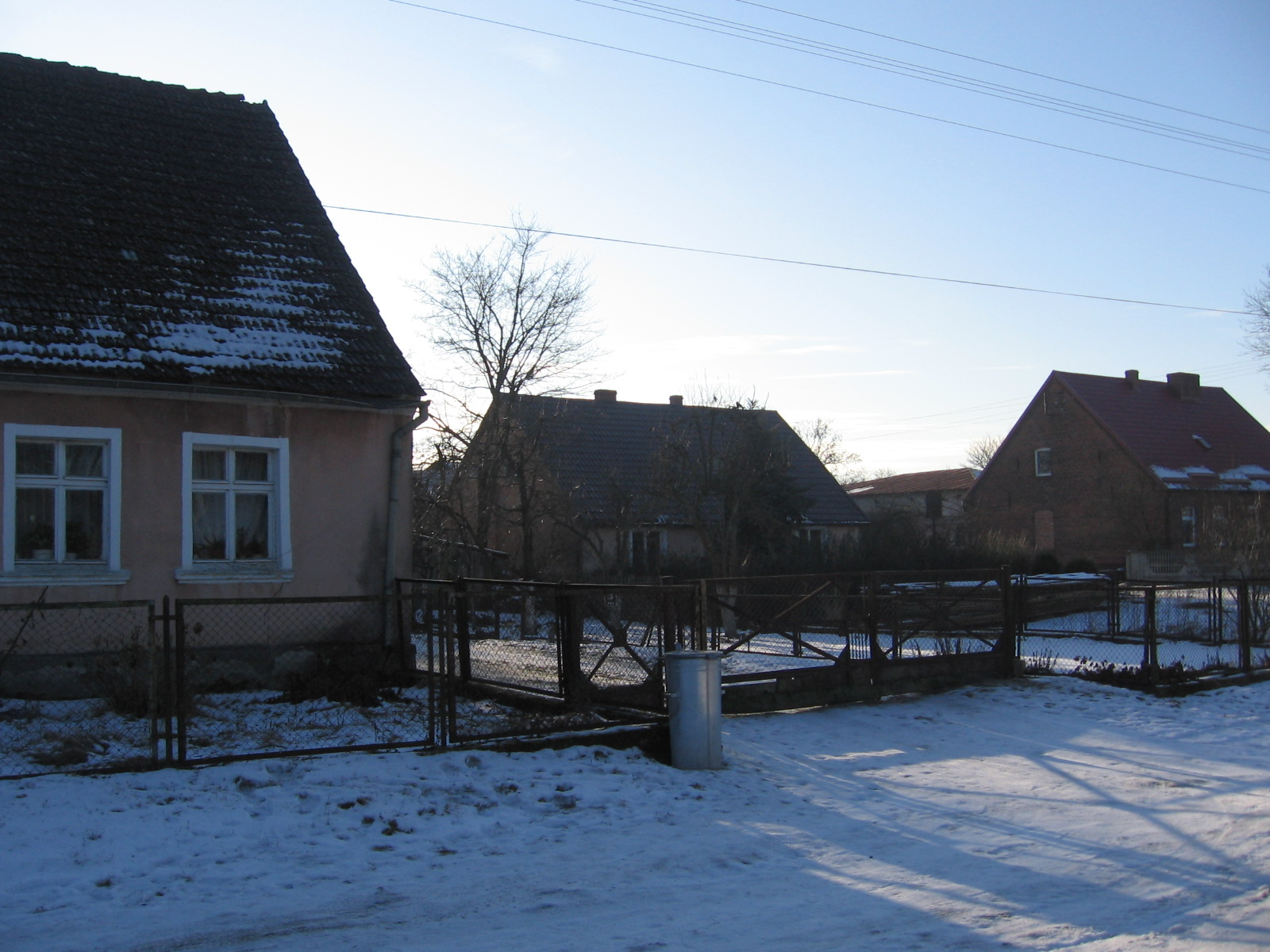
Zabudowa mieszkalna wsi
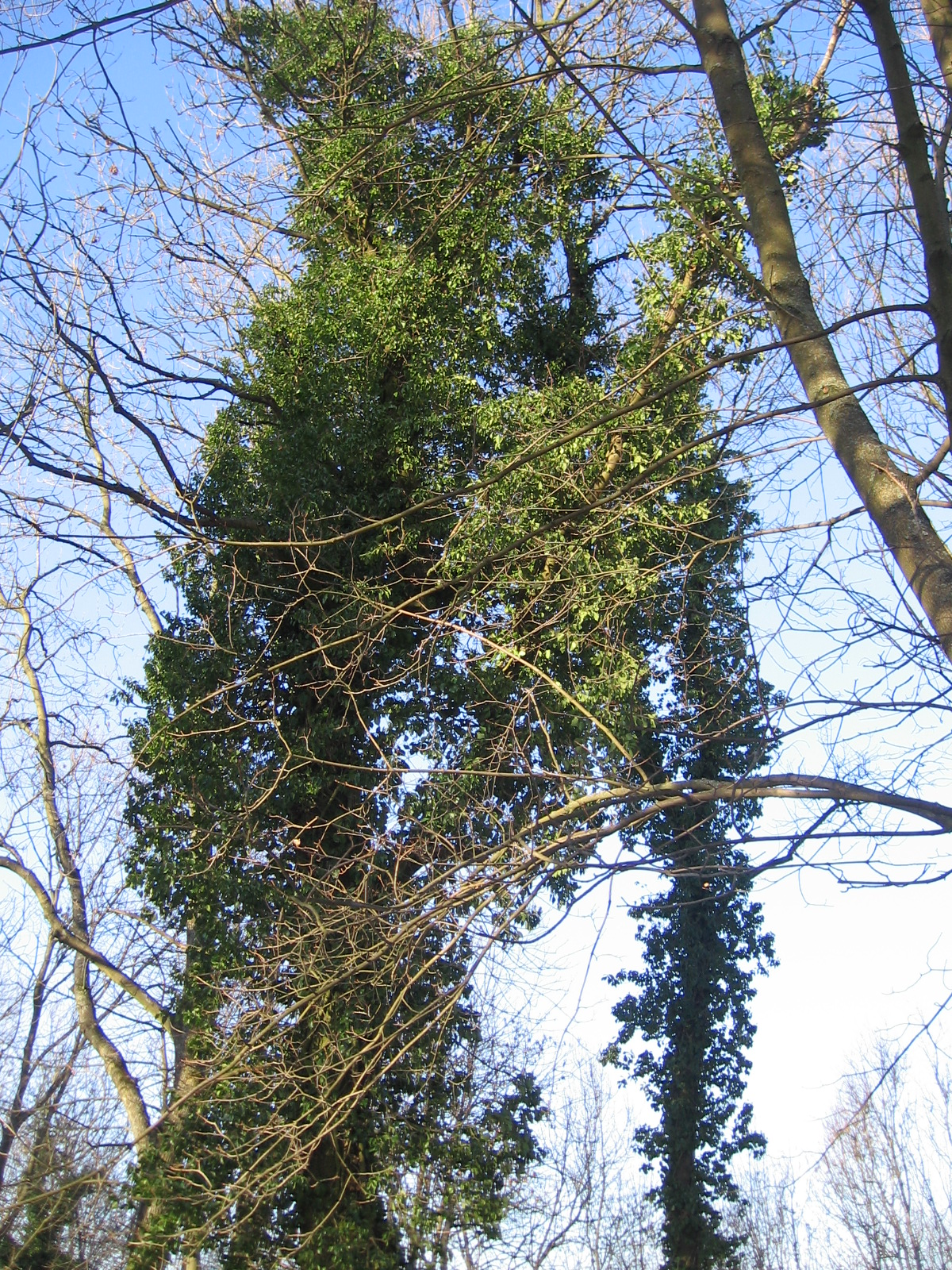
Stanowisko bluszczu pospolitego na cmentarzu

## Osoby urodzone lub związane z Przyborzem
- Christoph Friedrich Berend von Borcke, także von Borck (ur. 11 stycznia 1689, zm. 22 lipca 1770 w Wangerin) — pruski starosta (Landrat), który od około 1722 aż do śmierci kierował powiatem Borcków na Pomorzu Zachodnim. Właściciel majątku ziemskiego w Przyborzu.